# Alberto Müller Rojas
Alberto Müller Rojas (San Cristóbal, Estado Táchira, Venezuela, 27 de octubre de 1935 - Caracas, Venezuela, 14 de agosto de 2010), político y militar venezolano. Fue gobernador encargado de Amazonas, senador, embajador en Chile y vicepresidente del Partido Socialista Unido de Venezuela (PSUV).

## Biografía
Müller Rojas ingresó a los 15 años a la Academia Militar, donde logró concluir sus estudios. En 1978 fue ascendido como General de División del ejército y además designado subsecretario del Consejo Permanente de Seguridad y Defensa. Fue profesor en la Universidad Central de Venezuela y en la Universidad Simón Bolívar, ambas en Caracas. En 1983 pasó a ser contralor general de las Fuerzas Armadas Nacionales, donde conoció a Raúl Isaías Baduel, con quién luego tendría algunos roces políticos.[cita requerida]
Durante el gobierno de Jaime Lusinchi éste lo designa gobernador del Territorio Federal Amazonas, cargo que para la época no era producto de elección popular directa, sino a través de mandato presidencial. Desde entonces se inicia su acercamiento a la vida política venezolana, pasando a ser asesor de los candidatos presidenciales izquierdistas Edmundo Chirinos del Movimiento Electoral del Pueblo (MEP) en 1988 y Andrés Velásquez de La Causa Radical (LCR) en 1993, siendo derrotados ambos en esos comicios.
Durante el segundo gobierno de Carlos Andrés Pérez se desempeñó como asesor de la Comisión Presidencial de Asuntos Fronterizos Colombo-Venezolanos (COPAF) presidida por Ramón J. Velásquez.
En 1994 es electo senador del Congreso Nacional por La Causa R y luego cuando comienza la pugna interna en ese partido por el apoyo a la postulación de Hugo Chávez a la presidencia de la República, se suma al bando pro chavista del partido que finalmente provoca la escisión y la creación de Patria Para Todos (PPT) en 1997.
Desde 1997 continúa en su nuevo partido PPT, como senador y poco después en 1998 es seleccionado como Jefe del comando de campaña de Chávez, obteniendo su candidato la victoria en esas elecciones. Con el ascenso de Chávez al poder en 1999 volvió a ser militar activo e integrar el Estado Mayor Presidencial, formó parte activa del “grupo de los 5” de consejeros cercanos del presidente paralelo a la oficial asamblea constituyente. fue designado embajador de Venezuela en Chile hasta el 23 de junio de 2000, cuando el PPT se desliga de Chávez luego de una serie de confrontaciones. Luego se acercó públicamente a la órbita del chavismo en 2003 cuando cuestionó el paro petrolero impulsado por la oposición venezolana.[cita requerida]
En junio de 2007, surge un conflicto cuando Müller Rojas dice públicamente que la Fuerza Armada Venezolana estaba politizada, lo que de inmediato generó molestia en el gobierno y particularmente en Chávez, al acusarlo de repetir el discurso de la oposición sobre una supuesta politización de la institución.
 Sin embargo, a inicios del 2007 en una entrevista concedida al periodista Eduardo Riveros Quiróz había señalado que "No hay ningún militar apolítico en el mundo" argumentando que "ese es el mayor embuste que han podido meter y esa es una trampa de la democracia formal social demócrata.
A inicio de 2008 es designado por Chávez como Vicepresidente Primero del PSUV, en 2009 como Jefe del Comando Estratégico para la Campaña por la Reforma a la Constitución.[cita requerida]
El 29 de marzo de 2010 anunció su retiro del PSUV, al considerar que el partido estaba cambiando de su postura internacionalista por un nacionalismo pequeño burgués que no representa las expectativas de la sociedad. Falleció el 14 de agosto de 2010 .[cita requerida]